# Puerto-ricanische Basketballnationalmannschaft
Die puerto-ricanische Basketballnationalmannschaft der Männer vertritt Puerto Rico bei Basketballländerspielen. Sie ist die erfolgreichste Basketballnationalmannschaft Zentralamerikas und ein regelmäßiger Teilnehmer an Weltmeisterschaften sowie Olympischen Spielen.

## Geschichte
Bereits in den Jahren nach der Gründung des puerto-ricanischen Basketballverbandes 1957 konnte die Nationalmannschaft erste Erfolge bei internationalen Meisterschaften feiern, was zu einem großen Teil Aufbauspieler Juan „Pachín“ Vicéns, der zu jener Zeit als einer der besten Amateurspieler der Welt galt, sowie später auch Center Teófilo Cruz, der als erster Mannschaftssportler an fünf Olympischen Spielen teilnahm, zu verdanken war. In den 1970er-Jahren, in denen Raymond Dalmau, Héctor Blondet und Neftalí Rivera die herausragenden Spieler waren, wurde die Basketballbegeisterung im Land durch die Weltmeisterschaft 1974 und die Panamerikanischen Spiele 1979, die beide in San Juan stattfanden, gesteigert.
Nachdem sich die Mannschaft für die Weltmeisterschaften 1982 und die Olympischen Spiele 1984 nicht hatte qualifizieren können, konnte sie Ende der 1980er-Jahre durch Spieler wie José Ortiz, Ramón Rivas, Jerome Mincy und Federico López wieder an ihre früheren Erfolge anknüpfen. Höhepunkt dieser Phase war der 4. Platz bei der Weltmeisterschaft 1990, als man die ersten sieben Spiele in Serie gewann und dabei auch den späteren Titelträger Jugoslawien besiegte. Diese Akteure bildeten bis weit in die 1990er den Kern der Nationalmannschaft, eine neue Spielergeneration konnte sich erst Ende der 1990er-Jahre etablieren.
Angeführt von Carlos Arroyo, der sich als erster Puerto-Ricaner dauerhaft in der NBA etablieren konnte, feierte die Nationalmannschaft einen 92-73-Erfolg über die USA bei den Olympischen Spielen 2004. Es war die erste Niederlage einer US-Auswahl bei einem olympischen Basketballwettbewerb, seitdem das Verbot von Profispielern 1989 aufgehoben worden war und somit auch NBA-Spieler erlaubt sind.

### Bekannte Spieler
Bekannte Spieler, die in der jüngeren Vergangenheit in der Nationalmannschaft spielten, sind:
| - Christian Dalmau (* 1975) - Elías Ayuso (* 1977) - Filiberto Rivera (* 1982) - Richard Chaney (* 1984) | - Nathan Peavy (* 1985) - Peter John Ramos (* 1985) - Edwin Ubiles (* 1986) - John Holland (* 1988) |

## Abschneiden bei internationalen Wettbewerben

### Weltmeisterschaften
| - 1959 – 5. Platz - 1963 – 6. Platz - 1967 – 12. Platz - 1970 – nicht qualifiziert - 1974 – 7. Platz | - 1978 – 10. Platz - 1982 – nicht qualifiziert - 1986 – Vorrunde - 1990 – 4. Platz - 1994 – 6. Platz | - 1998 – 11. Platz - 2002 – 7. Platz - 2006 – Vorrunde - 2010 – Vorrunde - 2014 – 19. Platz | - 2019 – 15. Platz - 2023 – 12. Platz |

### Olympische Spiele
| - 1960 – 13. Platz - 1964 – 4. Platz - 1968 – 9. Platz - 1972 – 6. Platz - 1976 – 9. Platz - 1980 – nicht teilgenommen | - 1984 – nicht qualifiziert - 1988 – 7. Platz - 1992 – 8. Platz - 1996 – 10. Platz - 2000 – nicht qualifiziert - 2004 – 6. Platz | - 2008 – nicht qualifiziert - 2012 – nicht qualifiziert - 2016 – nicht qualifiziert - 2020 – nicht qualifiziert - 2024 – 12. Platz |

### Amerikameisterschaften
| - 1980 – . Platz - 1984 – 6. Platz - 1988 – . Platz - 1989 – . Platz - 1992 – 4. Platz | - 1993 – . Platz - 1995 – . Platz - 1997 – . Platz - 1999 – 4. Platz - 2001 – 4. Platz | - 2003 – . Platz - 2005 – 7. Platz - 2007 – . Platz - 2009 – . Platz - 2011 – 4. Platz | - 2013 – . Platz - 2015 – 5. Platz - 2017 – 5. Platz - 2022 – 5. Platz |

### Panamerikanische Spiele
| - 1959 – . Platz - 1963 – . Platz - 1967 – 5. Platz - 1971 – . Platz - 1975 – . Platz | - 1979 – . Platz - 1983 – 6. Platz - 1987 – . Platz - 1991 – . Platz - 1995 – 6. Platz | - 1999 – . Platz - 2003 – . Platz - 2007 – . Platz - 2011 – . Platz - 2015 – 6. Platz | - 2019 – . Platz - 2023 – 7. Platz |

### Zentralamerikanische Meisterschaften
| - 1965 – . Platz - 1967 – nicht teilgenommen - 1969 – . Platz - 1971 – . Platz - 1973 – . Platz | - 1975 – . Platz - 1977 – . Platz - 1981 – . Platz - 1985 – . Platz - 1987 – . Platz | - 1989 – . Platz - 1991 – . Platz - 1993 – . Platz - 1995 – . Platz - 1997 – . Platz | - 1999 – . Platz - 2001 – . Platz - 2003 – . Platz - 2004 – . Platz - 2006 – . Platz | - 2008 – . Platz - 2010 – . Platz - 2012 – . Platz - 2014 – . Platz - 2016 – . Platz |

## Kader
| Spieler | Spieler           | Spieler           | Spieler | Spieler | Spieler  | Spieler                      |
| Nr.     | Name              | Geburt            | Größe   | Info    | Einsätze | Verein                       |
| ------- | ----------------- | ----------------- | ------- | ------- | -------- | ---------------------------- |
|         |                   | Guards (PG, SG)   |         |         |          |                              |
| 3       | Jordan Howard     | 06.01.1996        | 180 cm  |         |          | Obradoiro CAB                |
| 9       | Davon Reed        | 111.06.1995       | 196 cm  |         |          | Memphis Hustle               |
| 10      | José Alvarado     | 12.04.1998        | 183 cm  |         |          | New Orleans Pelicans         |
| 11      | Stevie Thompson   | 23.03.1997        | 194 cm  |         |          | Vaqueros de Bayamón          |
| 24      | Gian Clavell      | 26.11.1993        | 193 cm  |         |          | BC Prometey                  |
| 51      | Tremont Waters    | 10.01.1998        | 180 cm  |         |          | Gigantes de Carolina         |
| 0       | Isaiah Pineiro    | 02.02.1995        | 201 cm  |         |          | Piratas de Quebradillas      |
| 1       | George Conditt IV | 22.08.2000        | 212 cm  |         |          | Gigantes de Carolina         |
|         |                   | Forwards (SF, PF) |         |         |          |                              |
| 12      | Aleem Ford        | 22.12.1997        | 203 cm  |         |          | Leones de Ponce (Basketball) |
| 32      | Christopher Ortiz | 02.04.1993        | 202 cm  |         |          | Mets de Guaynabo             |
| 41      | Arnaldo Toro      | 28.10.1997        | 202 cm  |         |          | VEF Rīga                     |
|         |                   | Center (C)        |         |         |          |                              |
| 28      | Ismael Romero     | 23.06.1991        | 203 cm  |         |          | Mets de Guaynabo             |

| Trainer   | Trainer              | Trainer         |
| Nat.      | Name                 | Position        |
| --------- | -------------------- | --------------- |
| /         | Nelson Colón         | Head Coach      |
| unbekannt | Rafael Cruz          | Assistenz-Coach |
| unbekannt | David Garcia Cabrera | Assistenz-Coach |

| Legende              | Legende            |
| Abk.                 | Bedeutung          |
| -------------------- | ------------------ |
| (C)                  | Mannschaftskapitän |
| Quellen              |                    |
| Teamhomepage         |                    |
| Ligahomepage         |                    |
| Stand: 31. Juli 2024 |                    |

| Legende              | Legende            |
| Abk.                 | Bedeutung          |
| -------------------- | ------------------ |
| (C)                  | Mannschaftskapitän |
| Quellen              |                    |
| Teamhomepage         |                    |
| Ligahomepage         |                    |
| Stand: 31. Juli 2024 |                    |

## Ehemalige Kader
| Nr. | Name                 | Geburtsdatum    | Größe  | Position | Einsätze | Club                         |
| --- | -------------------- | --------------- | ------ | -------- | -------- | ---------------------------- |
| 3   | Jordan Howard        | 06.01.1996      | 180 cm | Guard    |          | Obradoiro CAB                |
| 9   | Davon Reed           | 11.06.1995      | 196 cm | Guard    |          | Memphis Hustle               |
| 10  | José Alvarado        | 12.04.1998      | 183 cm | Guard    |          | New Orleans Pelicans         |
| 11  | Stevie Thompson      | 23.03.1997      | 194 cm | Guard    |          | Vaqueros de Bayamón          |
| 24  | Gian Clavell         | 26.11.1993      | 193 cm | Guard    |          | BC Prometey                  |
| 51  | Tremont Waters       | 10.01.1998      | 180 cm | Guard    |          | Gigantes de Carolina         |
| 0   | Isaiah Pineiro       | 02.02.1995      | 201 cm | Forward  |          | Piratas de Quebradillas      |
| 1   | George Conditt IV    | 22.08.2000      | 212 cm | Forward  |          | Gigantes de Carolina         |
| 12  | Aleem Ford           | 22.12.1997      | 203 cm | Forward  |          | Leones de Ponce (Basketball) |
| 32  | Christopher Ortiz    | 02.04.1993      | 202 cm | Forward  |          | Mets de Guaynabo             |
| 41  | Arnaldo Toro         | 28.10.1997      | 202 cm | Forward  |          | VEF Rīga                     |
| 28  | Ismael Romero        | 23.06.1991      | 203 cm | Center   |          | Mets de Guaynabo             |
|     | Nelson Colón         | Head Coach      |        |          |          |                              |
|     | Rafael Cruz          | Assistenz-Coach |        |          |          |                              |
|     | David Garcia Cabrera | Assistenz-Coach |        |          |          |                              |

| Nr. | Name                 | Geburtsdatum    | Größe  | Position | Einsätze | Club                    |
| --- | -------------------- | --------------- | ------ | -------- | -------- | ----------------------- |
| 3   | Jordan Howard        | 06.01.1996      | 180 cm | Guard    |          | GeVi Napoli             |
| 11  | Stephen Thompson Jr. | 23.03.1997      | 194 cm | Guard    |          | Vaqueros de Bayamon     |
| 51  | Tremont Waters       | 10.01.1998      | 180 cm | Guard    |          | Gigantes de Carolina    |
| 55  | Ethan Thompson       | 04.05.1999      | 196 cm | Guard    |          | Windy City Bulls        |
| 00  | John Holland         | 06.11.1988      | 196 cm | Forward  |          | Hapoel Tel Aviv         |
| 0   | Isaiah Pineiro       | 02.02.1995      | 201 cm | Forward  |          | Piratas de Quebradillas |
| 1   | George Conditt       | 22.08.2000      | 212 cm | Forward  |          | Gigantes de Carolina    |
| 12  | Aleem Ford           | 22.12.1997      | 203 cm | Forward  |          | Lakeland Magic          |
| 21  | Justin Reyes         | 16.03.1995      | 193 cm | Forward  |          | Pallacanestro Varese    |
| 32  | Christopher Ortiz    | 02.04.1993      | 202 cm | Forward  |          | Osos de Manati          |
| 41  | Arnaldo Toro Barea   | 28.10.1997      | 202 cm | Forward  |          | Cariduros de Fajardo    |
| 28  | Ismael Romero        | 23.06.1991      | 203 cm | Center   |          | Vaqueros de Bayamon     |
|     | Nelson Colón         | Head Coach      |        |          |          |                         |
|     | Carlos González      | Assistenz-Coach |        |          |          |                         |

| Nr. | Name                  | Geburtsdatum    | Größe  | Position | Einsätze | Club                         |
| --- | --------------------- | --------------- | ------ | -------- | -------- | ---------------------------- |
| 5   | J. J. Barea           | 26.06.1984      | 183 cm | Guard    |          | Minnesota Timberwolves       |
| 7   | Carlos Arroyo         | 30.06.1979      | 186 cm | Guard    |          | Galatasaray Istanbul         |
| 9   | Carlos Rivera         | 27.02.1981      | 188 cm | Guard    |          | Leones de Ponce (Basketball) |
| 12  | David Huertas         | 02.06.1987      | 195 cm | Guard    |          | Piratas de Quebradillas      |
| 4   | Ramón Clemente        | 11.12.1985      | 200 cm | Forward  |          | Indios de Mayagüez           |
| 6   | Alex Franklin         | 11.07.1988      | 198 cm | Forward  |          | Indios de Mayagüez           |
| 8   | Ángel Daniel Vassallo | 02.04.1986      | 198 cm | Forward  |          | Leones de Ponce (Basketball) |
| 13  | Renaldo Balkman       | 14.07.1984      | 198 cm | Forward  |          | Capitanes de Arecibo         |
| 14  | Alex Galindo          | 06.05.1985      | 201 cm | Forward  |          | Cangrejeros de Santurce      |
| 10  | Jorge Bryan Díaz      | 13.11.1989      | 211 cm | Center   |          | Piratas de Quebradillas      |
| 11  | Ricky Sánchez         | 06.07.1987      | 211 cm | Center   |          | Cangrejeros de Santurce      |
| 15  | Daniel Santiago       | 24.06.1976      | 213 cm | Center   |          | Cangrejeros de Santurce      |
|     | Paco Olmos            | Head Coach      |        |          |          |                              |
|     | Carlos Morales        | Assistenz-Coach |        |          |          |                              |
|     | Carlos Calcano        | Assistenz-Coach |        |          |          |                              |